# The Immaculate Collection (videos)
The Immaculate Collection es un videoálbum de la cantante estadounidense Madonna, que incluye en orden cronológico trece de sus videoclips más destacados comprendidos entre 1983 y 1990, desde «Lucky Star» hasta «Vogue». Salió a la venta en formato VHS a través de la compañía Warner Music Vision —subsidiaria de Warner Bros.— el 13 de noviembre de 1990, mismo día que el álbum de grandes éxitos del mismo nombre. La versión en Laserdisc se lanzó en enero del año siguiente por Warner Reprise Video y, en junio de 1999, estuvo disponible en DVD. Aunque no se incluyeron todos los videoclips de la cantante hasta ese momento, la colección se destacó por la incorporación del vídeo del sencillo «Oh Father» (1989), cuyo estreno en 1989 se había limitado únicamente a los Estados Unidos.
En términos generales, The Immaculate Collection obtuvo reseñas variadas de los críticos musicales; aunque hubo quienes consideraron que representaba un lanzamiento importante en la obra de la artista, otros cuestionaron la naturaleza provocativa y «vulgar» de los videoclips, así como la calidad de la imagen. Desde el punto de vista comercial, alcanzó la primera posición en Canadá, los Estados Unidos y el Reino Unido; en el segundo, finalizó como el segundo vídeo musical de formato largo más popular de 1991, mientras que en el último país fue, en su momento, el tercero con mayores ventas de la historia. Asimismo, obtuvo certificaciones de oro y platino en varios mercados musicales y, para enero de 1991, había vendido más de 300 000 copias en Europa. En los MTV Video Music Awards de ese mismo año, ganó la categoría de mejor vídeo de formato largo.

## Antecedentes

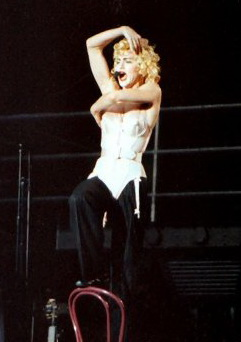
Madonna en la gira Blond Ambition World Tour, meses antes de la publicación del videoálbum The Immaculate Collection

Desde sus inicios, la carrera de la cantante estadounidense Madonna estuvo estrechamente ligada a su imagen y ha sido una de las artistas que más ha aprovechado el uso del vídeo musical y la promoción del canal MTV. Según el periodista Peter Shapiro, del periódico The Michigan Daily, su ascenso al «supermega estrellato» se debió «casi por completo» a sus vídeos. Tras la finalización de su gira Blond Ambition World Tour en agosto de 1990, la cantante fijó como siguiente proyecto su primer álbum de grandes éxitos, titulado The Immaculate Collection. La discográfica Warner Bros. Records publicó el recopilatorio en noviembre de 1990 para coincidir con la temporada navideña e incluyó, en orden cronológico, quince de sus mayores éxitos anteriores, desde «Holiday» (1983) hasta «Vogue» (1990), así como dos canciones nuevas: «Justify My Love», compuesta con el músico Lenny Kravitz, y «Rescue Me», creada en conjunto con el productor y DJ Shep Pettibone.
El lanzamiento del disco de grandes éxitos estuvo acompañado de un videoálbum también titulado The Immaculate Collection. En palabras del periodista musical y editor estadounidense Gene Sculatti, abarca siete años de producciones musicales «innovadoras y revolucionarias» de Madonna. En este sentido, al igual que el disco recopilatorio, el videoálbum incluyó en orden cronológico trece de sus videoclips «más importantes» comprendidos entre 1983 y 1990: «Lucky Star», «Borderline», «Like a Virgin», «Material Girl», «Papa Don't Preach», «Open Your Heart», «La isla bonita», el «controvertido» «Like a Prayer», «Express Yourself» y «Cherish», así como dos versiones de «Vogue»: la original y la presentación realizada durante los MTV Video Music Awards de 1990. Además, destaca la incorporación del videoclip de «Oh Father» (1989), cuyo estreno en 1989 se había limitado a los Estados Unidos. No obstante, de acuerdo con Russell Brown, de la revista Select, un total de catorce canciones del catálogo de la artista, en especial aquellas relacionadas con películas, no figuraron en el material.

## Publicación
| Con estas actuaciones, Madonna sacudió el mundo al cautivar los oídos y deslumbrar los ojos del público de la música pop en cada nación. Doce temas siguen a la legendaria artista, desde su debut en 1984 («Borderline») hasta su último triunfo de los años noventa («Vogue»), y componen una geografía musical que se extiende desde los canales de Venecia («Like a Virgin») hasta las calles de Nueva York («Papa Don't Preach») y el mundo futurista al estilo Metrópolis de «Express Yourself». Vívelos y vuelve a emocionarte por primera vez. —El periodista estadounidense Gene Sculatti en las notas de The Immaculate Collection. |

Como parte de la promoción, The Immaculate Collection apareció días antes de su publicación en un anuncio de página completa en la edición del 10 de noviembre de 1990 de la revista Billboard, en el que se publicitaba «una hora de los vídeos más populares» de Madonna. Con una duración de aproximadamente cincuenta y cinco a sesenta minutos, el material salió a la venta en formato VHS a través de la compañía Warner Music Vision —subsidiaria de Warner Bros.— el 13 de noviembre, el mismo día que el álbum de grandes éxitos homónimo. La portada y la contratapa provienen de una sesión fotográfica que Madonna realizó para la edición de junio de 1990 de la revista Interview, la cual estuvo a cargo del estadounidense Herb Ritts, quien ya había trabajado con la artista en las carátulas de True Blue (1986), You Can Dance (1987) y Like a Prayer (1990), así como en la dirección del videoclip de «Cherish», incluido en el material. Tanto la dirección de arte como el diseño de la funda estuvieron a cargo de la pareja Jeri y John Heiden, mientras que Gene Sculatti escribió las notas.
El 4 de diciembre de 1990, Warner Bros. lanzó una caja recopilatoria especial de edición limitada titulada The Royal Box, que contenía el CD del álbum recopilatorio en un digipak cubierto de tafetán azul, una copia del VHS, un póster a todo color de Madonna interpretando «Vogue» en los premios MTV y cinco postales en blanco y negro. Alan Jones, de la revista británica Music Week, elogió el «acertado» título y lo reconoció como el mejor lanzamiento del año. En el Reino Unido, el paquete se editó a mediados de enero del año siguiente, pero fue retirado de las tiendas el mismo día de su lanzamiento, de manera que, casi de inmediato, se convirtió en un «codiciado» objeto de colección; a las pocas semanas, había alcanzado tres veces el precio minorista original de 72 USD.
El 15 de enero de 1991, Warner Reprise lanzó al mercado estadounidense la versión en Laserdisc, con una tirada inicial de 12 500 unidades, mientras que, en países latinoamericanos como Brasil, el VHS fue puesto a la venta en octubre de 1992. Por su parte, en Canadá, la compañía PolyGram Video publicó el Laserdisc el 8 de junio de 1993 en conjunto con Madonna Live: The Virgin Tour (1985) y Ciao Italia: Live from Italy (1988), los anteriores lanzamientos en vídeo de la artista. En otros países asiáticos como Singapur, se editó en diciembre de 1995. El DVD estuvo disponible comercialmente el 8 de junio de 1999 en los Estados Unidos, en tanto que, en Australia y Europa, seis días después. Por su parte, el lanzamiento en el Reino Unido ocurrió el 25 de octubre de ese mismo año, según la Industria Fonográfica Británica (BPI, por sus siglas en inglés). El DVD presenta un sonido estereofónico y aparece principalmente en una relación de aspecto de 1.33:1 (4:3) en un disco de una sola cara; debido a estas dimensiones, la imagen no ha sido mejorada para televisores de 16:9. De acuerdo con Jaap Kooijman, uno de los autores de Music/Video: Histories, Aesthetics, Media (2017), fue uno de los primeros recopilatorios de vídeos musicales en ser editados en DVD.
Posteriormente, entre mayo y septiembre de 2000, el material formó parte de las cajas recopilatorias The Ultimate Collection, que también contenía el siguiente lanzamiento de vídeos The Video Collection 93:99 (1999), y The Madonna Collection, que también incluía Madonna Live: The Virgin Tour (1985) y The Girlie Show: Live Down Under (1994). En junio de 2008, los periódicos Corriere della Sera y La Gazzetta dello Sport, en colaboración con Warner Music Italia y la agencia Zampe Diverse, lanzaron al mercado Madonna: Dalle Origini Al Mito, una caja recopilatoria que incluía los DVD de Ciao Italia: Live from Italy y The Immaculate Collection, así como otros trabajos discográficos de la cantante, con motivo de sus veinticinco años de carrera musical.

## Recepción crítica
En términos generales, The Immaculate Collection obtuvo reseñas variadas de los críticos musicales, aunque en su gran mayoría de carácter positivo. Entre los comentarios más favorables, destacan los de Sarah Weidman, autora de Gifted (2006), quien lo consideró un «clásico»; Ross Bennett, de Mojo, que lo definió como una «impresionante colección de vídeos»; y Jim Farber, de Rolling Stone, que lo denominó el «mejor y más sacrílego regalo para Navidad». De la revista Music Connection, Michael Amicone sintió que la recopilación, a la que calificó como «excelente», se había «perdido en el olvido» debido a «toda la controversia y publicidad» que rodeaba a su «polémico» vídeo de «Justify My Love», cuyo estreno había coincidido con el lanzamiento del material. Paul Simpson, en su libro The Rough Guide to Cult Pop (2003), lo incluyó dentro de los «mejores vídeos para comprar» y escribió: «Observa cómo Madonna pasa de ser una chica regordeta con un gran pendiente a una elegante y sensual estrella de vídeos». Con una calificación de cinco estrellas de cinco, Stephen Thomas Erlewine, de AllMusic, elogió la «suficiente astucia» de Madonna para «redefinir su imagen con cada vídeo» y afirmó que las imágenes «se han convertido en parte de la cultura pop, y verlos uno tras uno confirma que [ella] siempre supo adónde iba, visual y musicalmente. Los sencillos fueron referentes de la música pop de los 80 y, en todo caso, los vídeos son aún más importantes». Russell Brown, de Select, también le otorgó cinco medallas de cinco en su evaluación y observó que, tras la llegada de Mary Lambert, la «directora favorita» de Madonna detrás de «Like a Virgin», «Material Girl» y «Like a Prayer», «todo empieza a llenarse de metáforas y ambigüedades». Concluyó: «Así que ahí está: buen sexo, mal sexo, dominación, sumisión, dinero, religión, raza, imagen, realidad, inmoralidad e inocencia. La cultura pop no viene mejor y deberíamos estar agradecidos». Jon Garelick, de The Boston Phoenix, remarcó el hecho de que no incluyera entrevistas ni «imágenes de conciertos tras bastidores», sino el «material puro» de los videoclips, así como el orden cronológico, lo que le da a la colección «cierto movimiento narrativo» y el espectador puede ver «cómo se desarrolla toda la carrera de Madonna mientras cambia de apariencia». De manera similar, Thomas J. Ferraro, en Feeling Italian: The Art of Ethnicity in America (2005), subrayó que la colección «se desarrolla como una maravillosa serie, realmente como una novela en forma visual».
| Cuando se escriba la historia del vídeo pop, [The Immaculate Collection] será su Ilíada, su Antiguo Testamento. Madonna condensa décadas de estrellato en un vestuario de atuendos, fusiona la fría ambición con la trascendencia de la pista de baile y disfraza su crueldad con pura destreza semiótica. —Reseña de Andy Medhurst, en «Film on Video: the Essential 100», suplemento de Sight & Sound. |

En su reseña a la versión en Laserdisc, David Taylor-Wilson, de Bay Area Reporter, subrayó la incorporación en el material de la presentación de «Vogue» en los MTV Video Music Awards, a la que consideró «la actuación más emocionante que cualquier artista ha presentado en una entrega de premios en la memoria reciente». Más aún, el periodista resaltó que «solo este clip vale el precio del disco». Dai Griffiths, uno de los redactores de The Cambridge History of Twentieth-Century Music (2004), citó a The Immaculate Collection como ejemplo de cómo las recopilaciones de vídeos podían «representar a las canciones en un estado más auténtico que sus equivalentes en audio». Varios críticos acordaron que el material representaba un lanzamiento importante en la obra de la artista. En este sentido, Greg Kot, del Chicago Tribune, afirmó que el vídeo ofrecía una «buena visión general de los ocho años de carrera de Madonna». En su reseña para The Washington Post, Richard Harrington señaló que se trataba de una «guía de referencia conveniente sobre las diversas facetas que la astuta Madonna adoptó en los años 80, desde la vagabunda católica [en "Like a Prayer"] hasta la bomba sexual a lo Marilyn Monroe [en "Material Girl"]». Aunque señaló la ausencia de «Burning Up» (1983) y «True Blue» (1986), Peter Shapiro, de The Michigan Daily, lo denominó un paquete «imprescindible» que «documenta el ascenso de la manipuladora de imágenes más consciente de la música». Susan Bordo, una de las redactoras de Free Spirits: Feminist Philosophers On Culture (1995), y Liz Sonneborn, en su libro A to Z of American Women in the Performing Arts (2002), lo incluyeron entre los lanzamientos en vídeo «recomendados» de la intérprete.
En comentarios más variados, Chris Willman, de Los Angeles Times, le otorgó una nota de tres estrellas de cinco y comentó que las imágenes de la mayoría de los videoclips incluidos en la colección habían «entrado en el reino de la fantasía popular con tanta seguridad como el vestido ondeante de Marilyn», pero aseguró que pocos de estos se mantenían como «grandes vídeos», a excepción de los de «Material Girl» y «Oh Father», a los que calificó como «realmente magníficos», y el de «Open Your Heart», dirigido por Jean-Baptiste Mondino, al que consideró la «única pieza cinematográfica casi brillante de los seis años de la ajetreada obra de Madonna». Sergio Melgaço, del diario portugués Tribuna da Imprensa, denominó a la colección un «plato fuerte», pero tachó al «insípido» «Papa Don't Preach» y a «Material Girl» como los «momentos más impresentables». Robert Christgau, en su libro Grown Up All Wrong (1994), la describió como una compilación «impresionante, aunque menos consistente» con respecto al álbum recopilatorio del mismo nombre, ya que los vídeos son «barrocos, llenos de desorden y con múltiples niveles de sobreinterpretación». Selina Webb, de Music Week, aseguró que los últimos videoclips demostraban «lo que se puede lograr con grandes presupuestos», pero que, en general, la mayoría era «extremadamente vulgar» por su «abundancia de poses exageradas, contorsiones y movimientos insinuantes», así como por las técnicas y los guiones «clichés e imaginativos». La autora sintió que, aunque el material era un ejemplo de la evolución de Madonna como artista de «renombre internacional», era, en última instancia, «decepcionante que no se haya hecho nada para mejorar lo que es, esencialmente, una serie de vídeos promocionales predominantemente bien conocidos».
Al calificarlo como «tan descarado y honestamente despreciable», Steve Simels, de Stereo Review, sintió que cada videoclip vibraba con subtextos que iban «desde lo desagradable hasta lo casi malvado»: «Desafortunadamente, cuando ves los clips uno tras otro, su impacto acumulativo es cualquier cosa menos ambiguo o irónico. Te das cuenta de que este material es una representación exacta de la sensibilidad de una mujer (su alma, si se quiere), como una espantosa versión disco de Advertisements for Myself». Colin Jacobson, del sitio DVD Movie Guide, elogió el «atractivo» general del paquete y mencionó que los vídeos era una de las principales razones «por las que se convirtió en una estrella tan grande, y pueden ser fascinantes de ver». Sin embargo, en un análisis a la imagen, observó que el nivel de la calidad variaba de un vídeo a otro y lo hacía «muy dispar», por lo que le otorgó una «C». Con respecto al sonido, que lo calificó con una «B», sintió que había tenido «más éxito» que la imagen, pero cuestionó las variaciones debido a las grabaciones originales y criticó el audio «deficiente» de «Express Yourself». Por último, desaprobó la «evidente» ausencia de vídeos como «Burning Up» y «True Blue» y el hecho de que no incluyera algún material extra. Por último, Rikky Rooksby, autor de The Complete Guide to the Music of Madonna (2004), afirmó que estaba «lejos de ser una lista completa de los vídeos de los numerosos sencillos exitosos de Madonna», pero concluyó: «Si no posees ninguna colección de Madonna y te gustaría tener una, esta es probablemente con la que deberías empezar».

### Reconocimientos
En la octava edición de los MTV Video Music Awards, celebrada en Los Ángeles el 5 de septiembre de 1991, The Immaculate Collection ganó el premio a mejor vídeo de formato largo, una nueva categoría creada ese año. Con ello, representó el décimo MTV para Madonna, aunque, de acuerdo con el periodista Matthew Rettenmund, autor de la Encyclopedia Madonnica (1995), el premio no se le otorgó dado que no había sido productora del material. También obtuvo el galardón de mejor vídeo musical tanto en los premios de la British Videogram Association (BVA) de 1991 como en la quinta entrega anual de los Video Awards Gala, realizada en septiembre de 1991 y organizada por la revista canadiense Premiere Video Magazine, y estuvo entre los candidatos al premio de vídeo musical más vendido en los Best Sellers Awards, organizados por la National Association of Recording Merchandisers (NARM).

## Recepción comercial
En los Estados Unidos, The Immaculate Collection debutó en el cuarto puesto de la lista Top Music Videos de Billboard el 8 de diciembre de 1990; un mes después, concretamente el 19 de enero de 1991, ascendió hasta lo más alto, lo que representó el cuarto número uno de la artista en la lista, tras Madonna (1985), Live: The Virgin Tour (1986) y Ciao Italia: Live from Italy (1988). En la semana anterior a la Navidad de 1990, el material también había llegado a la primera posición en la lista recopilada por la revista Video Insider. En el conteo general Top Video Sales de Billboard, alcanzó la sexta casilla en la edición del 5 de enero, y, tras su publicación en formato Laserdisc ese mismo mes, se ubicó en el séptimo lugar del Top Videodisc Sales el 2 de marzo. Fue uno de los lanzamientos en vídeo más exitosos del conglomerado Time Warner durante el primer trimestre de 1991, con 250 000 ejemplares vendidos para abril, y finalizó ese año como el segundo vídeo musical de formato largo más popular del país, solo por detrás de The Three Tenors in Concert, del supergrupo Los Tres Tenores, integrado por Luciano Pavarotti, José Carreras y Plácido Domingo. También ocupó la decimoquinta posición en la lista anual de Top Video Sales, y, durante el período comprendido de marzo de 1985 a junio de 1994, había sido el vigesimoprimer vídeo musical con mayores ventas. En agosto de 1992, Vic Faraci, vicepresidente sénior de Warner Reprise Video, confirmó a Billboard que el material estaba cerca de alcanzar los 300 000 ejemplares en el país. Posteriormente, tras haber superado esa cifra, la Recording Industry Association of America (RIAA) lo certificó con tres discos de platino el 20 de septiembre de 1994. Cabe señalar que, de dicho total, 291 000 copias fueron contabilizadas por el sistema informativo Nielsen SoundScan desde el inicio de sus operaciones en EE. UU. —en marzo de 1991— hasta finales de agosto de 2010.
En la edición del 1 de diciembre de 1990 de la revista canadiense RPM, The Immaculate Collection se convirtió en el primer vídeo de formato largo en debutar directamente en el primer lugar de la lista Long Form Music Videos, posición en la que se mantuvo por tres semanas consecutivas. El 9 de febrero de 1991, ascendió nuevamente hasta lo más alto tras haber estado en el segundo puesto en la edición anterior, solo por detrás del VHS del sencillo «Justify My Love», de la misma Madonna, que había bajado al segundo lugar, por lo que la artista había ocupado las dos primeras posiciones esa semana. El buen recibimiento comercial se trasladó al Reino Unido, donde el 1 de diciembre de 1990 ingresó directamente al primer lugar en el conteo Top Music Video, recopilado por Gallup y publicado en la revista Music Week. En esa misma semana, debutó en la tercera posición de la lista general Top Video, por detrás de los lanzamientos en formato casero de La dama y el vagabundo y Lethal Weapon 2, respectivamente. Fue el cuarto vídeo musical más vendido del año en el territorio, por debajo de In Concert, de Los Tres Tenores, y de Hangin' Tough Tour y Step by Step, ambos de la banda New Kids on the Block, y, para 1992, se había convertido en el tercer vídeo musical más vendido de todos los tiempos en el Reino Unido, por debajo de The Three Tenors in Concert y Queen's Greatest Flix, de la banda Queen. Aunque no ingresó a ninguna lista oficial de vídeos en Alemania, la organización Bundesverband Musikindustrie (BVMI) lo certificó con un disco de oro tras haber comercializado 25 000 copias hasta 1991. Por su parte, para junio de ese mismo año, había vendido 16 000 unidades en Italia, según datos del periódico La Stampa. En todo el continente europeo, el material había distribuido 300 000 copias para enero de 1991.
Tras su lanzamiento en DVD, The Immaculate Collection ingresó a varias listas entre 1999 y 2006. En el Reino Unido, alcanzó la novena posición del Official Music Video el 30 de octubre de 1999, misma fecha en la que su otro lanzamiento, The Video Collection 93:99, debutaba en lo más alto. En esa misma edición, pero en el conteo de DVD general, ocupó el 42.° lugar. El 22 de julio de 2013, recibió un disco de platino por parte de la Industria Fonográfica Británica, luego de que superara 25 000 ejemplares vendidos. Fue el tercer DVD musical más vendido en Dinamarca durante la semana del 24 de septiembre de 2001, y en la semana 38 de 2004, debutó en el decimoséptimo puesto del conteo de Portugal, a la vez que Drowned World Tour 2001 —también de Madonna— se ubicaba en el primero. En Argentina, finalizó en el decimonoveno lugar de los DVD más vendidos durante el mes de junio de 2004; allí, obtuvo dos discos de platino por la Cámara Argentina de Productores de Fonogramas y Videogramas (CAPIF) tras la venta de 120 000 unidades. El 7 de agosto de 2006, el vídeo se ubicó en la decimosexta posición del top 40 de los DVD más exitosos de Australia y la Australian Recording Industry Association (ARIA) lo certificó con tres placas de platino, tras haber superado los 45 000 ejemplares vendidos. En 2010, ocupó la duodécima casilla en el Top 20 DVD Chart de Grecia, elaborado por la Federación Internacional de la Industria Fonográfica (IFPI) en 2010. Por último, aunque no ingresó a ninguna lista oficial, recibió un disco de oro por la Associação Brasileira dos Produtores de Discos (ABPD) luego de que superara 25 000 copias comercializadas en Brasil hasta 2004.

## Lista de canciones
| The Immaculate Collection |                                                         |                                       |                       |          |  |
| N.º                       | Título                                                  | Escritor(es)                          | Director/a            | Duración |  |
| 1.                        | «Lucky Star»                                            | Madonna                               | Arthur Pierson        | 4:03     |  |
| 2.                        | «Borderline»                                            | Reggie Lucas                          | Mary Lambert          | 4:02     |  |
| 3.                        | «Like a Virgin»                                         | Billy Steinberg Tom Kelly             | Mary Lambert          | 3:50     |  |
| 4.                        | «Material Girl»                                         | Peter Brown Robert Rans               | Mary Lambert          | 4:46     |  |
| 5.                        | «Papa Don't Preach»                                     | Brian Elliott Madonna                 | James Foley           | 5:18     |  |
| 6.                        | «Open Your Heart»                                       | Madonna Gardner Cole Peter Rafelson   | Jean-Baptiste Mondino | 4:32     |  |
| 7.                        | «La isla bonita»                                        | Madonna Patrick Leonard Bruce Gaitsch | Mary Lambert          | 4:01     |  |
| 8.                        | «Like a Prayer»                                         | Madonna Leonard                       | Mary Lambert          | 5:38     |  |
| 9.                        | «Express Yourself»                                      | Madonna Stephen Bray                  | David Fincher         | 5:00     |  |
| 10.                       | «Cherish»                                               | Madonna Leonard                       | Herb Ritts            | 4:39     |  |
| 11.                       | «Oh Father»                                             | Madonna Leonard                       | David Fincher         | 4:54     |  |
| 12.                       | «Vogue»                                                 | Madonna Shep Pettibone                | David Fincher         | 4:54     |  |
| 13.                       | «Vogue» (en vivo desde los MTV Video Music Awards 1990) | Madonna Pettibone                     |                       | 6:25     |  |

Notas
- «Lucky Star»: las ediciones en VHS y Laserdisc incluyen la duración original del vídeo,[6][93] mientras que el formato en DVD incluye la versión de la remezcla estadounidense.[94]
- «Express Yourself» se emitió con dos versiones diferentes de la canción. En ocasiones, se transmitía con la versión del álbum, mientras que, en otras, con una remezcla. La edición en DVD incluyó la versión original del álbum junto con el vídeo.[8]

## Posicionamiento en listas
| País           | Lista (1990-1991)              | Posición más alta |
| -------------- | ------------------------------ | ----------------- |
| Canadá         | RPM Long Form Music Videos     | 1                 |
| Estados Unidos | Billboard Top Music Videos     | 1                 |
| Estados Unidos | Billboard Top Videodisc Sales  | 7                 |
| Estados Unidos | Billboard Top Video Sales      | 6                 |
| Estados Unidos | Video Insider Top Music Videos | 1                 |
| Reino Unido    | Top Music Video                | 1                 |
| Reino Unido    | Top Video                      | 3                 |

| País        | Lista (1999-2006)          | Posición más alta |
| ----------- | -------------------------- | ----------------- |
| Australia   | Top 40 DVD Chart           | 16                |
| Dinamarca   | Musik DVD Top-10           | 3                 |
| Grecia      | Top 20 DVD/Video           | 12                |
| Portugal    | Top 30 DVD Musicais        | 17                |
| Reino Unido | Official Music Video Chart | 9                 |
| Reino Unido | Official DVD Chart         | 42                |

| País      | Lista (2004)      | Posición más alta |
| --------- | ----------------- | ----------------- |
| Argentina | CAPIF Ranking DVD | 19                |

| País           | Lista (1990-1991)          | Posición más alta |
| -------------- | -------------------------- | ----------------- |
| Estados Unidos | Billboard Top Music Videos | 2                 |
| Estados Unidos | Billboard Top Video Sales  | 15                |
| Reino Unido    | Top Music Video            | 4                 |

## Certificaciones y ventas
| País (organismo certificador) | Certificación | Unidades certificadas/ Ventas |
| ----------------------------- | ------------- | ----------------------------- |
| Alemania (BVMI)               | Oro           | 25 000                        |
| Argentina (CAPIF)             | 2× Platino    | 120 000                       |
| Australia (ARIA)              | 3× Platino    | 45 000                        |
| Brasil (ABPD)                 | Oro           | 25 000                        |
| Estados Unidos (RIAA)         | 3× Platino    | 300 000                       |
| Italia                        | —             | 16 000                        |
| Reino Unido (BPI)             | Platino       | 50 000                        |
| Sumario                       |               |                               |
| Europa                        | —             | 300 000                       |

## Créditos y personal
Productores
- Michele Ferrone («Borderline»)
- Simon Fields («Like a Virgin» y «Material Girl»)
- Gregg Fienberg («Express Yourself»)
- Glenn R. Goodwin («Lucky Star»)
- Bruce Logan («Borderline»)
- David Naylor («Papa Don't Preach», «Open Your Heart» y «La isla bonita»)
- Stephanie Nemeth («Lucky Star»)
- Vicki Niles («Oh Father» y «Vogue»)
- Sharon Oreck («Material Girl», «Papa Don't Preach», «Open Your Heart», «La isla bonita», «Like a Prayer» y «Cherish»)
- Jane Reardon («La isla bonita»)
- Tony Shiff («Cherish»)
- Anita Wetterstedt («Like a Prayer»)

Directores de fotografía
- Michael Ballhaus («Papa Don't Preach»)
- Jordan Cronenweth («Oh Father»)
- Andrea Dietrich («Borderline»)
- Wayne Isham («Lucky Star»)
- Pascal Lebegue («Open Your Heart» y «Vogue»)
- Brian Loftus («La isla bonita»)
- Mark Plummer («Express Yourself»)
- Steven Poster («Like a Prayer»)
- Herb Ritts («Cherish»)
- Peter Sinclair («Like a Virgin» y «Material Girl»)

Diseño
- Herb Ritts: fotografía
- Jeri Heiden: dirección de arte, diseño
- John Heiden: diseño
- Gene Sculatti: notas

Créditos adaptados del VHS europeo de The Immaculate Collection y del libro Sähköiset unet (1992).